# Sankt Wolfgang (Oberhausen)
Die Einöde Sankt Wolfgang gehört zum Gemeindeteil Sinning der Gemeinde Oberhausen im oberbayerischen Landkreis Neuburg-Schrobenhausen.

## Der Ort
Hier befindet sich der Waldgasthof St. Wolfgang, in dem die Familie Girstmair Übernachtungsmöglichkeiten, einen Biergarten, Tagungsmöglichkeiten und Speisen anbietet.
Neben dem Gasthof gibt es die katholische Privatkirche St. Wolfgang, welche dem Eigentümer von Schloss Sinning gehört. Hier finden jährlich einige Veranstaltungen, wie die Josefi-Messe statt. Die Kirche kann auch für Trauungen oder Taufen genutzt werden.
Ein Vorgängerbau der Kirche geht bereits auf das Jahr 1430 zurück.
Im Denkmalatlas des Bayerischen Landesamtes für Denkmalschutz ist die Kirche als „ehemalige Wallfahrtskirche“ eingetragen.